# روی اودیاکا
روی اودیاکا (انگلیسی: Roy Odiaka؛ زادهٔ ۲۲ مارس ۱۹۹۲) بازیکن فوتبال اهل فرانسه است.
از باشگاه‌هایی که در آن بازی کرده‌است می‌توان به باشگاه فوتبال والتون اند هرشام، باشگاه فوتبال دالیچ هملت، باشگاه فوتبال والتون کژوالس، و باشگاه فوتبال بکنهام تاون اشاره کرد.